# 葉月パル
葉月 パル（はづき パル、本名：畔上 保彦（あぜがみ やすひこ）、1960年8月24日 - ）は、日本のものまねタレント、声優。所属事務所は株式会社BBE（ビッグ・ブッキング・エンターテインメント）所属。過去にはトーイボックス、ビーボ（声の預かり）に所属していた。兵庫県出身。

## 経歴
1980年代、『お笑いスター誕生』（日本テレビ）にて“パルコ”の芸名でデビュー。
デビューしたての頃は女性に見間違えるような容姿であった。当時からモノマネ芸を得意として、一時期漫談メインにしていた事もあった。その後“パル”と改名。『ものまね王座決定戦』（フジテレビ）にも出演した。

## 芸風
物真似レパートリーには武田鉄矢、沢田研二、田村正和、田中邦衛、長渕剛、忌野清志郎、美川憲一、藤井フミヤなど有名人の他、ルパン三世やドナルドダックなどアニメキャラクター、『魔法使いサリー』『ウルトラマン』のそれぞれの最終回などの放送もの、『ウルトラマンの目』『バッタの口』『ムンクの叫び』などのピンポイントものなど数多くのものがある。
「ヘッポコヘッポコピー!」という定番のギャグがある。

## 出演番組

### 現在
- コロッケ・葉月パルのコロパルKiss（Kiss-FM KOBE）
- news every.「特集コーナー」ナレーション（日本テレビ）不定期
- 爆笑!ものまねウォーズ（TBSテレビ）

### 過去
- ものまね王座決定戦（フジテレビ）
- お笑いスター誕生（日本テレビ）
- 元祖おじゃまんが山田くん（1984年、フジテレビ） - 山田のぼる
- 私鉄沿線97分署 第2話「レオタードに泣け!」（1984年）
- 誇りの報酬 第43話「母に捧げる犯罪」 (1986年) - 北島
- 心はロンリー気持ちは「…」IV（1986年）
- エンタの神様（日本テレビ）　キャッチコピーは「ものまね界の異端児」
- 田代まさしのお久しブリーフ（動画共有サイトzoome）
- EXE（TBSテレビ、2010年5月16日） - 「EXILE Presents VOCAL BATTLE AUDITION2 ～夢を持った芸人達へ～」
- 金曜バラエティー（NHK）
- ものまねバトル（日本テレビ）
- あらびき団（TBS）

### テレビアニメ
1996年
- バケツでごはん（日本テレビ・読売テレビ） - ケン、アーネスト、ローリー

1998年
- ポケットモンスター（テレビ東京） - マギー

2001年
- まほろまてぃっく（BS-i） - 艦長

### 映画
- ロケーション（1984年）- ET（照明助手）役（パルコ名義）
- 苦い蜜〜消えたレコード〜（2010年）-　植木 役

## 声優活動

### アダルトゲーム
- 奴隷市場 Renaissance（2001年、デイヴァッド、サイイド）